# Ivanovce
Ivanovce (in tedesco Iwan o Iwanowetz, in ungherese Ivánháza) è un comune della Slovacchia facente parte del distretto di Trenčín, nella regione omonima.
È citata per la prima volta in un documento storico nel 1398 con il nome di Iuany, come feudo del castello di Beckov.